# Tychowo (gmina)
Tychowo – gmina miejsko-wiejska w Polsce położona we wschodniej części województwa zachodniopomorskiego, w powiecie białogardzkim. Siedzibą gminy jest miasto Tychowo.
Według danych z 31 grudnia 2016 r. gmina miała 6864 mieszkańców.

## Położenie
Gmina znajduje się we wschodniej części województwa zachodniopomorskiego, w południowo-wschodniej części powiatu białogardzkiego.
Gmina leży na Równinie Białogardzkiej. W okolicach wsi Warnino znajduje się rezerwat przyrody Cisy Tychowskie. Przez gminę przepływają: Parsęta oraz jej 2 dopływy: Liśnica i Dębnica, wszystkie dostępne dla kajaków (Liśnica na odcinku od Borzysławia do ujścia). Przez wschodnią część gminy przepływa Chotla zasilająca Radew, duży dopływ Parsęty. Tereny leśne zajmują 56% powierzchni gminy, a użytki rolne 37%.
Według danych z 1 stycznia 2014 r. powierzchnia gminy wynosiła 350,45 km². Gmina stanowi 41,5% powierzchni powiatu.
Sąsiednie gminy:
- Białogard (powiat białogardzki)
- Bobolice i Świeszyno (powiat koszaliński)
- Barwice i Grzmiąca (powiat szczecinecki)
- Połczyn-Zdrój (powiat świdwiński)

Najwyższy punkt gminy znajduje się koło Nowego Dębna i liczy 150 m n.p.m.
Do 31 grudnia 1998 r. wchodziła w skład województwa koszalińskiego.

## Demografia

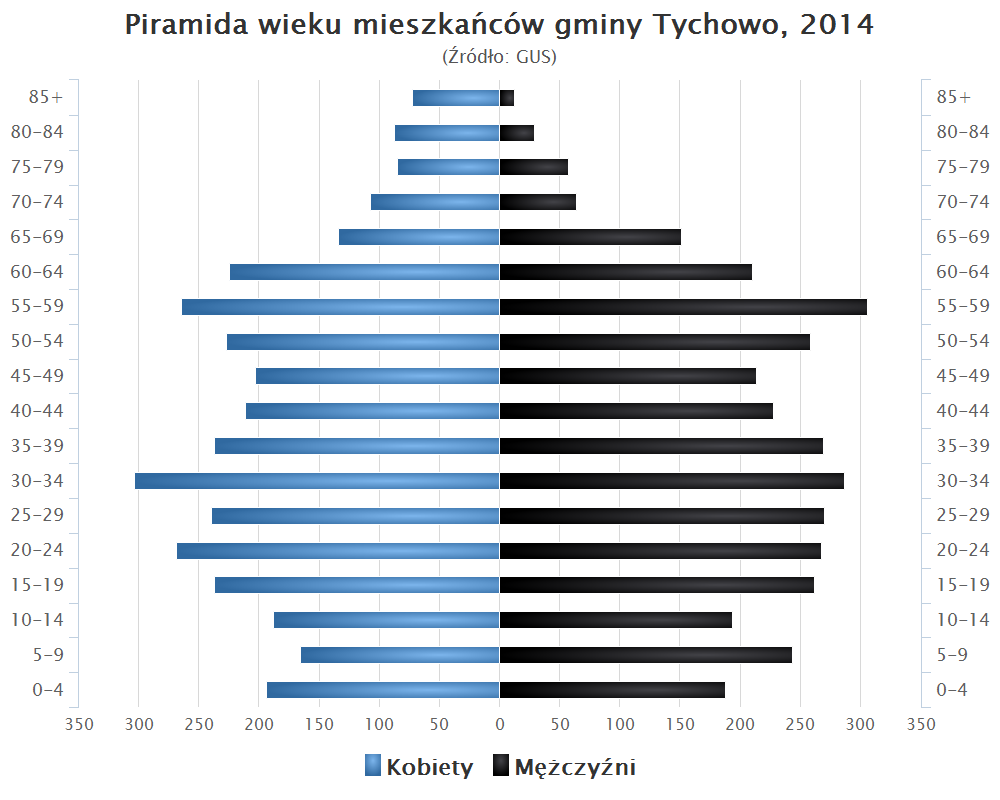
Piramida wieku mieszkańców gminy Tychowo w 2014 roku

Według danych z 31 grudnia 2016 r. gmina miała 6864 mieszkańców. Gminę zamieszkuje 14,2% ludności powiatu. Na 1 km² przypada 19,6 osób – tym samym jest to gmina o najmniejszej gęstości zaludnienia w powiecie.
Dane z 31 grudnia 2016 r.:
| Opis           | Ogółem | Ogółem | Kobiety | Kobiety | Mężczyźni | Mężczyźni |
| -------------- | ------ | ------ | ------- | ------- | --------- | --------- |
| Jednostka      | osób   | %      | osób    | %       | osób      | %         |
| Populacja      | 6864   | 100    | 3490    | 50,84   | 3374      | 49,16     |
| Miasto         | 2518   | 36,68  | 1275    | 18,58   | 1243      | 18,11     |
| Obszar wiejski | 4346   | 63,32  | 2215    | 32,27   | 2131      | 31,05     |

## Gospodarka
Na terenie gminy ustanowiono podstrefę Tychowo – Słupskiej Specjalnej Strefy Ekonomicznej, która obejmuje 1 kompleks o powierzchni 5,04 ha. Tereny podstrefy zlokalizowane są w Tychowie. Przedsiębiorcy podejmujący działalność gospodarczą na terenie podstrefy mogą skorzystać z pomocy publicznej w formie zwolnienia z części podatku dochodowego CIT lub części dwuletnich kosztów pracy.

## Komunikacja

### Transport drogowy
Przez gminę prowadzą dwie drogi wojewódzkie:
- nr 167 – łącząca Tychowo przez Niedalino (17 km) i Świeszyno (25 km) z Koszalinem (32 km) i w przeciwnym kierunku do Połczyna-Zdroju (26 km)
- nr 169 – przez Byszyno (14 km) do Białogardu (21 km) i w przeciwnym kierunku do Bobolic (25 km)

### Transport kolejowy
Tychowo uzyskało połączenie kolejowe w 1878 r. po wybudowaniu odcinka linii Kołobrzeg – Poznań z Białogardu do Szczecinka. W 1988 r. linia została zelektryfikowana. Przez północną część gminy prowadziła otwarta w 1895 r. kolej wąskotorowa o prześwicie toru 750 mm łącząca Białogard Wąsk. ze Świelinem. W 1948 r. zmieniono jej prześwit na 1000 mm. W 1996 r. została zamknięta. Obecnie w gminie (na trasie linii normalnotorowej) czynne są 2 stacje: Podborsko i Tychowo.

### Poczta
W gminie czynny jest jeden urząd pocztowy: Tychowo (nr 78-220).

## Administracja i samorząd

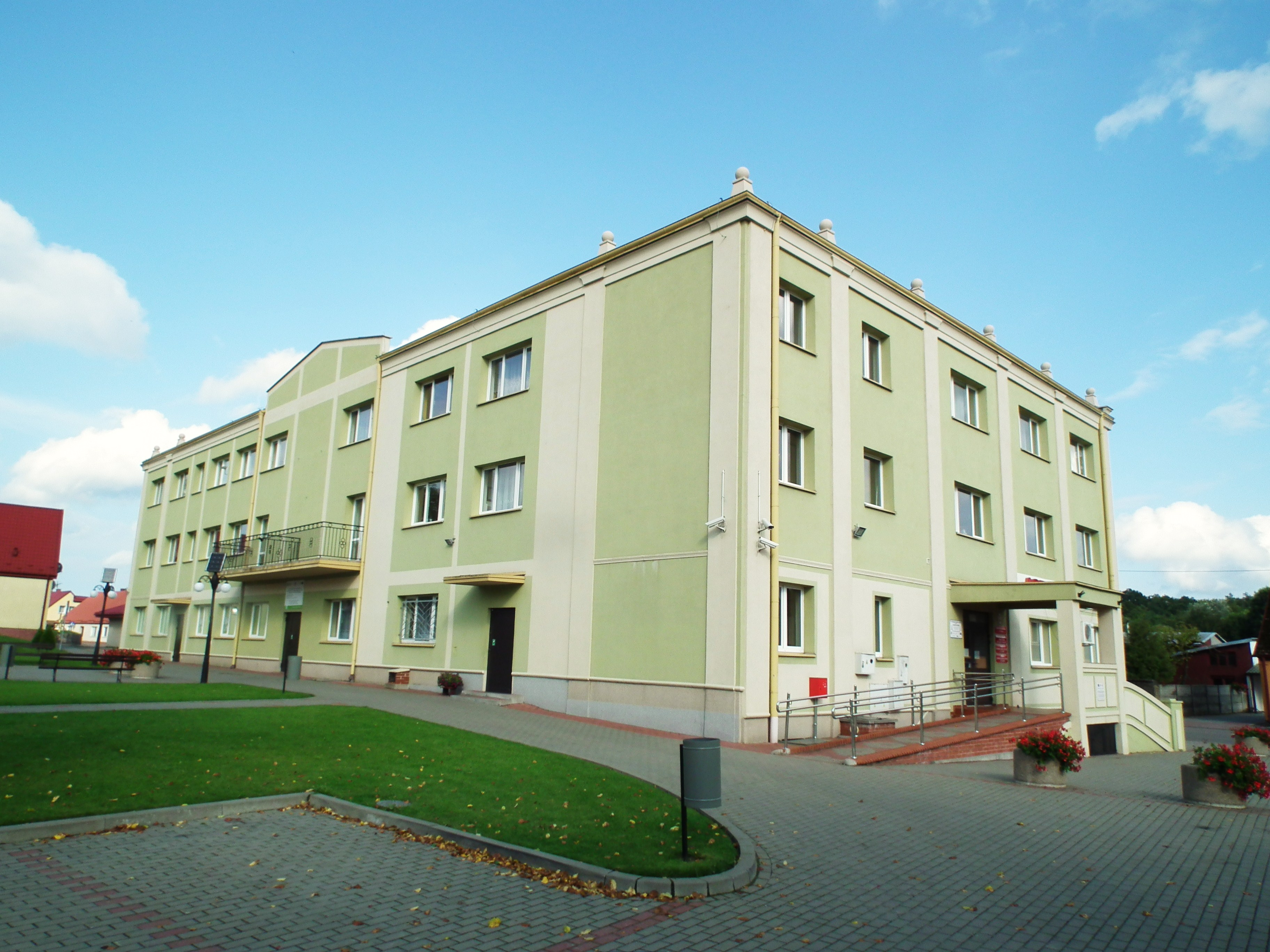
Urząd Miasta i Gminy w Tychowie

W 2016 r. wykonane wydatki budżetu gminy Tychowo wynosiły 31,2 mln zł, a dochody budżetu 31 mln zł. Zobowiązania samorządu (dług publiczny) według stanu na koniec 2016 r. wynosiły 10,6 mln zł, co stanowiło 34,1% poziomu dochodów.
Gmina Tychowo jest obszarem właściwości Sądu Rejonowego w Białogardzie i Sądu Okręgowego w Koszalinie. Gmina (właśc. powiat białogardzki) jest obszarem właściwości miejscowej Samorządowego Kolegium Odwoławczego w Koszalinie.
Mieszkańcy gminy Tychowo razem z mieszkańcami gminy wiejskiej Białogard wybierają 5 radnych do Rady Powiatu w Białogardzie, a radnych do Sejmiku Województwa Zachodniopomorskiego w okręgu nr 3. Posłów na Sejm wybierają z okręgu wyborczego nr 40, senatora z okręgu nr 99, a posłów do Parlamentu Europejskiego z okręgu nr 13.

### Podział administracyjny
Gmina Tychowo utworzyła 20 jednostek pomocniczych gminy – sołectw: Borzysław, Bukowo, Bukówko, Czarnkowo, Dobrowo, Drzonowo Białogardzkie, Kikowo, Kowalki, Modrolas, Motarzyn, Pobądz, Sadkowo, Słonino, Smęcino, Stare Dębno, Trzebiszyn, Tyczewo, Warnino, Wicewo i Zaspy Wielkie. Osobną jednostką jest także miasto Tychowo.

## Miejscowości
MiastoTychowo
WsieDoble, Dzięciołowo, Krosinko, Osówko, Podborsko, Radzewo, Słonino, Borzysław, Bukówko, Czarnkowo, Dobrowo, Drzonowo Białogardzkie, Kikowo, Kowalki, Motarzyn, Pobądz, Retowo, Sadkowo, Smęcino, Stare Dębno, Trzebiszyn, Tyczewo, Warnino, Wicewo i Zaspy Wielkie
OsadyBuczki, Bukowo, Dobrochy, Giżałki, Kościanka, Liśnica, Modrolas, Nowe Dębno, Rozłazino, Rudno, Skarszewice, Sławomierz, Solno, Trzebiec, Wełdkowo, Wełdkówko, Zastawa i Żukówek
PrzysiółkiDobrówko
Niezamieszkane miejscowościBąbnica, Głuszyna i Tychówko

## Przyroda
- pomnik przyrody głaz „Trygław” – w Tychowie, na cmentarzu, największy w Polsce i jeden z największych w Europie głaz narzutowy (obwód 50 m, wysokość nad ziemią 3,8 m, pod ziemią 4 m, długość 13,7 m, szerokość 9,3 m, kubatura 700 m³, waga 2000 ton)
- rezerwat przyrody „Cisy Tychowskie” – 4,5 km na wschód-północny wschód od Tychowa (0,3 km na południe od drogi wojewódzkiej nr 169) – florystyczny, o powierzchni 10,5 ha, utworzony 11 sierpnia 1980.

## Miejsca pamięci

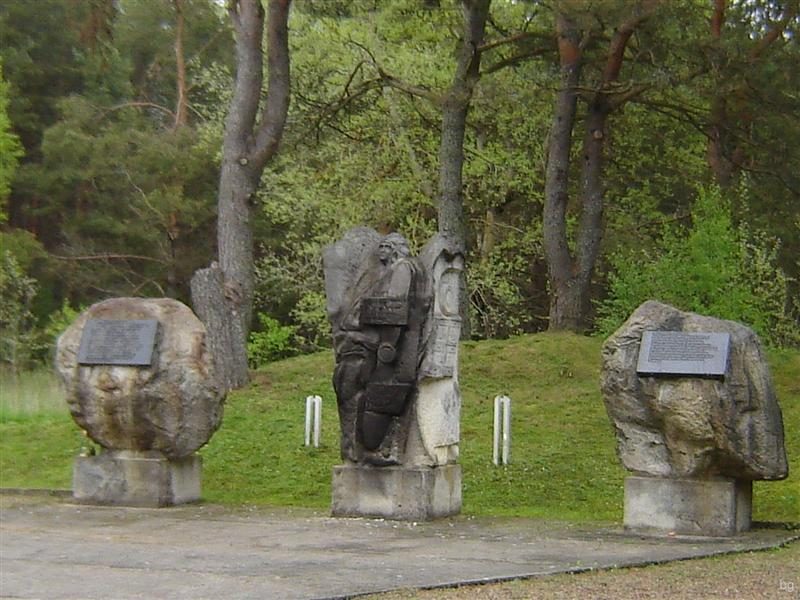
Pomnik w miejscu Stalagu (2010)

- Stalag Luft IV – obóz jeniecki lotników alianckich, ofiar II wojny światowej – 5,5 km na południowy zachód od Tychowa, w lesie koło Modrolasu.

## Turystyka
W Tychowie, w zachodniej części wsi węzeł dwóch znakowanych szlaków czerwonych:
- Szlak „Solny” (o długości 152 km; Kołobrzeg – Białogard – Tychowo – Połczyn-Zdrój – Czaplinek)
- Szlak im. Józefa Chrząszczyńskiego (o długości 50 km; Tychowo – Rosnowo – Koszalin (Góra Chełmska)

## Miasta partnerskie
- Burg Stargard